# Ensalada (música)

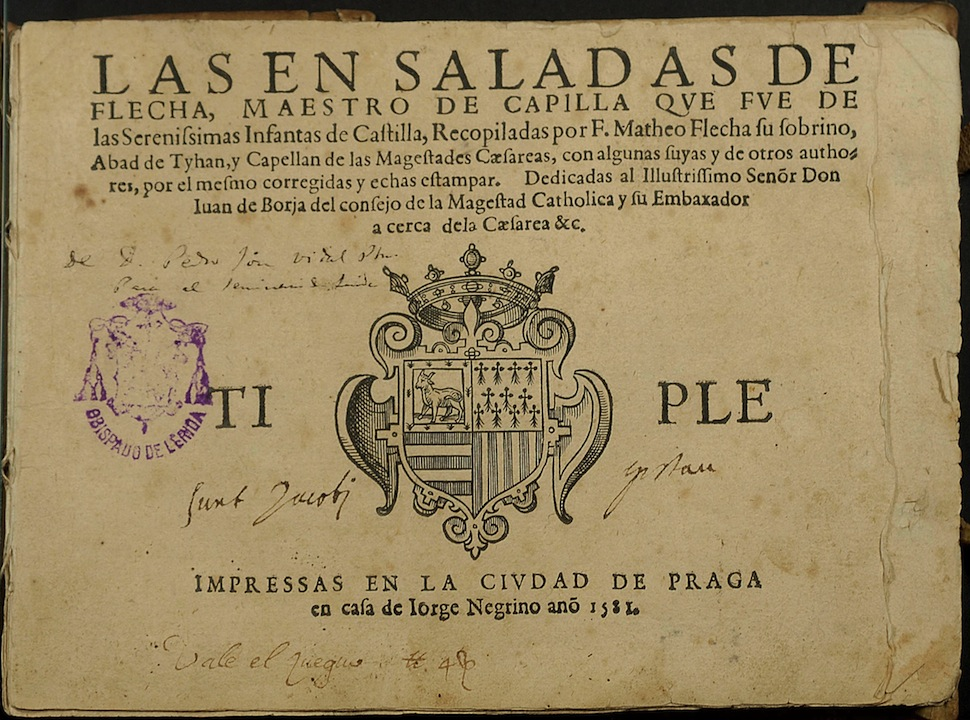
Portada del libro Ensaladas, editado por Mateu Fletxa, publicado en 1581 en Praga.

«Ensalada» es un género musical polifónico. Es decir, se mezclan, en una misma pieza diferentes «ingredientes»: estilos musicales, idiomas, texturas y otros elementos de la música.
Aparecen estilos como el madrigal, la canción popular, el villancico, el romance, la danza, los géneros litúrgicos y otros. Los idiomas más frecuentes son el español, el catalán, el gascón, el vizcaíno, el portugués, el italiano y el latín. Además, aparecen otros ingredientes como la homofonía, el contrapunto, el número de voces, temas religiosos o profanos, elementos cómicos, épicos, serios o irónicos. También suelen incluir generalmente onomatopeyas.
Fue muy popular en la península ibérica durante el Renacimiento, especialmente en el siglo XVI. La ensalada fue concebida para diversión de los cortesanos y alcanzó gran fama en las fiestas palaciegas.

## Precedentes
Se puede observar cómo a lo largo del tiempo, una corriente evoluciona y desemboca en el género de la ensalada.
Se sitúa en las primeras décadas del siglo XVI el Cancionero Musical de Palacio, en su índice o Tabula aparecía una supuesta ensalada, Tú que vienes de camino de Francisco de Peñalosa (CMP 447), el autor de la Tabula la llama así por poseer la mezcla de diversas lenguas, solo queda la voz del Tiple y un fragmento de la del Tenor. También se relaciona con este género Por las sierras de Madrid, a seis voces y posiblemente con Tiple instrumental. Esta composición se podría llamar antes que ensalada, quodlibet, el núcleo está formado por dos contratenores y dos tenores. En el Cancionero de la Colombina, encontramos otra composición parecida, Querer vieja yo de Juan de Triana (CMC 86), a tres voces. 
En el Cancionero Musical de Palacio hay otra mucho más próxima a la ensalada Una montaña pasando de Garcimuñós (CMP 154), a cuatro voces, esta es la más larga de todas las del Cancionero, recuerda a los compositores posteriores. Termina con una cita en latín y se estructura en secciones diferenciadas por cambios de metro binario a ternario, y viceversa, como las ensaladas del impreso de 1581. La diferencia existente con las de Mateo Flecha y otros de su época es el argumento pastoril y la utilización de una sola lengua sin tener en cuenta el latín. También hay ejemplos en otros ámbitos, en el teatral hay obras dramáticas de Gil Vicente similares al último ejemplo. Otro ejemplo es la tragicomedia de Dom Duardos.

## El origen de las ensaladas y Mateo Flechael Viejo
En 1581 Jorge Negrino publicó en Praga Las Ensaladas de Mateo Flecha el Joven, que se componía de ocho ensaladas de su tío Mateo Flecha el Viejo, dos suyas, una de ellas era una adaptación, dos de Vila, una de Bartomeu Càrceres y otra de Chacón.
Flecha el Joven dice en la dedicatoria del impreso de Las Ensaladas que su tío fue el inventor de este género. Pero dado que había precedentes entre los compositores del Cancionero Musical de Palacio a principios del siglo XVI o incluso antes, se puede decir que Flecha el Viejo fue quien perfeccionó el género a partir de los modelos existentes, entonces el género se hizo popular, al igual que el autor.
La evolución se produce al mismo tiempo que la de una corriente teatral con argumentos en los que se incluían piezas musicales tradicionales, al igual que en las ensaladas, corriente que, tras un largo recorrido, sienta las bases de la zarzuela calderoniana.

## Compositores y obras
Del siglo XVI se conservan en total diecinueve ensaladas vocales polifónicas, más de la mitad de éstas pertenece a Mateo Flecha el Viejo, por lo que se le puede considerar como el gran referente del género. Si se compara el número de villancicos que se compusieron con el número de ensaladas, éste puede parecer escaso, pero no se diferencia tanto del número de madrigales de los autores de la península ibérica (Pere Albérch Vila, Joan Brudieu y alguno de los autores del Cancionero de Medinaceli). A pesar de que la producción de ensaladas parece escasa, tuvo que ser un género popular en España, según el inventario de fondos musicales de la catedral de Tarazona de febrero de 1591, un estudio detallado.
De Chacón se puede decir que es el autor de más productividad del género de las ensaladas después de Flecha el viejo. Otros autores son el maestro de capilla de Alcalá de Henares Melchior de Torres, autor de Arte ingeniosa de Música (Alcalá, 1554). Baltasar Ruiz escribió La Feria. Luis de Vargas, cuya última composición es  Tota pulchra est amica mea.
A continuación se incluye un listado con las piezas que han sobrevivido y que podemos clasificar dentro de este género musical. Los códigos de la columna de "Fuentes" musicales se especifican más abajo. Los de la columna de "Grabaciones" se especifican en la sección de "Discografía".
| Ensalada                     | Voces | Compositor             | Fuentes                 | Grabaciones                                                     | Comentarios |
| ---------------------------- | ----- | ---------------------- | ----------------------- | --------------------------------------------------------------- | --- |
| Una montaña pasando          | 4     | Garcimuñóz (atribuida) | CMP                     | RES, BIN                                                        | Es posiblemente la ensalada más antigua que ha sobrevivido. Está compuesta a 4 voces e incorpora la canción Ay triste de mi ventura, el refrán Madre mía, muriera yo y un fragmento del salmo Super flumina Babylonis. |
| Por las sierras de Madrid    | 6     | Francisco de Peñalosa  | CMP                     | GIS, SAV, SEM, GOT, MIN                                         | Obra en la que se cantan a la vez cuatro refranes tradicionales de diferentes canciones y una frase final en latín. |
| Tú que vienes de camino      | 2     | Francisco de Peñalosa  | CMP                     | YOR                                                             | Su texto contiene frases en varias lenguas. |
| El fuego                     | 4     | Mateo Flecha el viejo  | ENS, CAI, CII           | HES, HUE, RUD, CRC, LON, ARM, HAR, ROS, SAC, NOT, CO2           | |
| El jubilate                  | 4     | Mateo Flecha el viejo  | CMM, CII                | CAR, CRC, LON, ARM, HIL                                         | |
| La bomba                     | 4     | Mateo Flecha el viejo  | ENS, CMM, CAI, CII      | HES, FAG*, KIN, JAN, CRC, LON, KIS, HAR, ORP, CO2               | |
| La caça                      | 4     | Mateo Flecha el viejo  | CII                     |                                                                 | |
| La guerra                    | 4     | Mateo Flecha el viejo  | ENS, CAI, CII           | ARS, RIC**, CAR, PIF**, JAN, LAC, CON, REI*, CRC, LON, DUO, SAC | |
| La justa                     | 4     | Mateo Flecha el viejo  | ENS, CMM, DIF, CAI, CII | RIC**, CAR, HES, KOL, HUE, COL, VOC, CRC, LON, ARM, ANG, SAC    | |
| La negrina                   | 4     | Mateo Flecha el viejo  | ENS, CAI                | ARS*, CAR, HUE, COL, MAG, CAT*, CRC, LON, SAC                   | |
| La viuda                     | 4     | Mateo Flecha el viejo  | ENS                     | HAR                                                             | |
| Las cañas                    | 5     | Mateo Flecha el viejo  | ENS                     |                                                                 | |
| Los chistes                  | 5     | Mateo Flecha el viejo  | ENS                     |                                                                 | |
| El cantante o dança despadas | 5     | Mateo Flecha el viejo  |                         |                                                                 | Perdida |
| La trulla                    | 4     | Bartomeu Càrceres      | ENS                     | CAP, NAT, CO2                                                   | Se enlazan varias canciones por medio de pasajes polifónicos. |
| El bon jorn                  | 4     | Pere Alberch Vila      | ENS                     | COL, CO2                                                        | Sigue el modelo de las ensaladas de Mateo Flecha el viejo. Mezcla castellano, catalán, occitano y termina en latín. |
| La lucha                     | 4     | Pere Alberch Vila      | ENS                     | CO2                                                             | |
| El molino                    |       | F. Chacón              | ENS                     |                                                                 | |
| La feria                     | 4     | Mateo Flecha el joven  | ENS                     |                                                                 | Basada en la balada "En la ciudad de Toledo". |
| Las cañas                    | 4     | Mateo Flecha el joven  | ENS                     |                                                                 | Es una revisión de la ensalada del mismo nombre compuesta por su tío, Mateo Flecha el viejo. |
| Salgan damas galanes         |       | Anónimo                | CMM                     |                                                                 | |

(*) solo una parte de la ensalada
(**) versión instrumental
Fuentes musicales:
- CMP – Cancionero de Palacio
- CMM – Cancionero de Medinaceli
- ENS – Las ensaladas de Flecha. Mateo Flecha el joven. Praga. 1581. Solo se conserva la parte del bajo.
- DIF – Le difficile de Chansons. Second Livre. Jacques Moderne. Lyon. Contiene la ensalada La justa, denominada aquí La Bataille en Spagnol.
- CAI – Biblioteca de Catalunya. M 588 I.
- CII – Biblioteca de Catalunya. M 588 II.
- KIS – King's Singers.

Aunque no son propiamente ensaladas, podemos citar también las siguientes obras:
- Sebastián Aguilera de Heredia nombró como "Ensalada" a una de sus piezas para órgano debido a la variedad de temas y estilos que contiene.
- Enríquez de Valderrábano en su libro Silva de Sirenas, publicado en 1547, llamó "Soneto, a manera de ensalada" a una adaptación para voz y vihuela del quodlibet, "Corten espadas afiladas", del Cancionero de Medinaceli.

## Discografía
La siguiente discografía se ha ordenado por año de grabación, pero la referencia es la de la edición más reciente en CD. No se incluyen las recopilaciones, solo los discos originales.
- 1968? – [GIS] La música en la Corte de los Reyes Católicos. Ars Musicae de Barcelona, Coro Alleluia, Enrique Gispert (MEC 1001).
- 1968 – [ARS] Le Moyen-Age Catalan. Ars Musicae de Barcelona, Enric Gispert (Harmonia Mundi HMA 190 051).
- 1968 – [RES] Music from the Time of Christopher Columbus. Musica Reservata (Philips 432 821-2 PM).
- 1973 – [RIC] Die Instrumentalvariation in der Spanischen Renaissancemusik. Ricercare, Ensemble für Alte Musik Zürich; Michel Piguet, Jordi Savall  (Edición en CD en la compilación: Reflexe Vol. 3 Stationen Europäischer Musik).
- 1976 – [YOR] Medieval and Renaissance Songs of Portugal and Spain. The New York Consort for Poetry and Music (Turnabout Vox TV 34693; LP).
- 1977 – [CAR] Ensaladas de Mateo Flecha, el viejo. Coral Carmina, Solistas y Conjunto Instrumental, Jordi Casas (MEC 1015).
- 1984 – [KIS] Madrigal History Tour. King's Singers (EMI Classics).
- 1987 – [HES] Ensaladas. Flecha, Heredia, Arrauxo. Hespèrion XX, Studio musicae Valencia, Jordi Savall (Astrée; Naïve ES 9961).
- 1988 – [KOL] The Most Beautiful Madrigals. Collegium Vocale Köln. Wolfgang Fromme (CBS Odyssey M2K 45622; 2 CD).
- 1989 – [HIL] Sacred and Secular Music from Six Centuries. Hilliard Ensemble (Hyperion Helios CDH 55148.
- 1990 – [CAP] Bartomeu Càrceres: Villancicos & Ensaladas. Anonymes XVIe siècle. La Capella Reial de Catalunya, Montserrat Figueras, Jordi Savall (Astrée Naïve ES 9951).
- 1991 – [HUE] Mateo Flecha el Viejo: Las Ensaladas. El Fuego, La Negrina, La Justa. Huelgas Ensemble, Paul Van Nevel (Sony Classical Vivarte SK 46699).
- 1991 – [SAV] El Cancionero de Palacio, 1474-1516. Música en la corte de los Reyes Católicos. Hespèrion XX. Jordi Savall (Astrée Naïve ES 9943).
- 1992 – [SEM] Por las sierras de Madrid. Música antigua 3. Grupo Sema. Pepe Rey (SGAE).
- 1993 – [GOT] The Voice in the Garden. Spanish Songs and Motets, 1480-1550. Gothic Voices. Christopher Page (Hyperion 66653).
- 1994 – [FAG] Insalata. I Fagiolini. Robert Hollingworth (Metronome 1004).
- 1994 – [COL] La Justa. Madrigals and Ensaladas from 16th century Catalonia. La Colombina. Josep Benet (Accent 94103).
- 1994 – [DUO] Musica Temporis Rudolphi II. Duodena Cantitans, Capella Rudolphina. Petr Danek (Supraphon 0192-2231).
- 1996 – [NAT] Christmas in Spain. In natali Domini. La Colombina (Accent 96114).
- 1996 – [BIN] Sola m'ire. Cancionero de Palacio. Ensemble Gilles Binchois. Dominique Vellard (Virgin Veritas 45359).
- 1996 – [KIN] All the King's Men. Henry VIII & the Princes of the Renaissance. I Fagiolini, Concordia, Robert Hollingworth, Mark Levy (Metronome 1012).
- 1996 – [PIF] Los Ministriles. Spanish Renaissance Wind Music. Piffaro, The Renaissance Band, Joan Kimball, Robert Wiemken (Archiv "Blue" 474 232).
- 1996 – [CRC] Mateo Flecha: Las ensaladas. Isabel Palacios, Camerata Renacentista de Caracas. K617
- 1997 – [JAN] Canciones y Ensaladas. Chansons et pièces instrumentales du Siècle d'Or. Ensemble Clément Janequin. Dominique Visse (Harmonia Mundi HMC 90 1627).
- 1997 – [MIN] Court and Cathedral. The two worlds of Francisco de Peñalosa. Concentus Musicus Minnesota. Arthur Maud (Meridian 84406).
- 1997 – [RUD] Felix Austriae Domus. Music in the 16th century Hapsburg Empires. Duodena Cantitans, Capella Rudolphina. Petr Danek (Supraphon 3326-2 231).
- 1997 – [LON] Las Ensaladas. New London Consort, Philip Pickett (Decca 444810).
- 1997 – [ANG] México Barroco / Puebla V. Missa de la Batalla / Fabián Ximeno Pérez. Angelicum de Puebla, Benjamín Juárez Echenique.
- 1998 – [LAC] Roncevaux: Échos d'une bataille. Évocation musicale de la "Chanson de Roland". Ensemble Lachrimae Consort, Ensemble vocal "La Trulla de Bozes", Philippe Foulon (Mandala MAN 4953).
- 1999 – [CON] The Victory of Santiago. Voices of Renaissance Spain. The Concord Ensemble (Dorian 90274).
- 1999 – [ORP] Fuenllana. Libro de música para vihuela, intitulado Orphénica Lyra. Orphénica Lyra, José Miguel Moreno (Glossa 920204).
- 2000 – [REI] Carlos V. Mille Regretz: La Canción del Emperador. La Capella Reial de Catalunya, Hespèrion XXI, Jordi Savall (Alia Vox AV 9814).
- 2000 – [HAR] Fire-Water. The Spirit of Renaissance Spain. The Harp Consort, King's Singers, Andrew Lawrence-King (RCA).
- 2001 – [MAG] Iudicii Signum. Capella de Ministrers, Carles Magraner (Licanus CDM 0203).
- 2003 – [VOC] Oyd, oyd, los vivientes. Llibre Vermell de Montserrat. La Justa. Collegium Vocale de Madrid, Kaléndula, Ensemble La Danserye, M. Á. Jaraba (Lachrimae LCD 9711).
- 2003 – [NOT] El Fuego. Musique polyphonique profane di Siècle d'Or. Música de la Corte. Eduardo Notrica (Voice of Lyrics VOL BL 703).
- 2004 – [CAT] Villancicos y Danzas Criollas. De la Ibéria Antigua al Nuevo Mundo, 1559-1759. La Capella Reial de Catalunya, Hespèrion XXI, Jordi Savall (Alia Vox AV 9834).
- 2005 – [ARM] Mateo Flecha: Ensaladas. La Stagione Armonica, Sergio Balestracci (CPO 7770702).
- 2005 – [ROS] El Espíritu del Siglo de Oro. Pro Música Antiqua Rosario IRCO-274).
- 2007 – [SAC] El Fuego. Les Sacqueboutiers (Ambroisie AM 129).
- 2009 – [CO2] Las Ensaladas. Praga 1581. La Colombina (K 617 K617216).
- 2022 – [1]